# Cambwa
Cambwa är ett vattendrag i Burundi.   Det ligger i provinsen Ruyigi, i den centrala delen av landet, 100 kilometer öster om huvudstaden Bujumbura.
Omgivningarna runt Cambwa är en mosaik av jordbruksmark och naturlig växtlighet. Runt Cambwa är det ganska tätbefolkat, med 100 invånare per kvadratkilometer.